# Amparito Roca

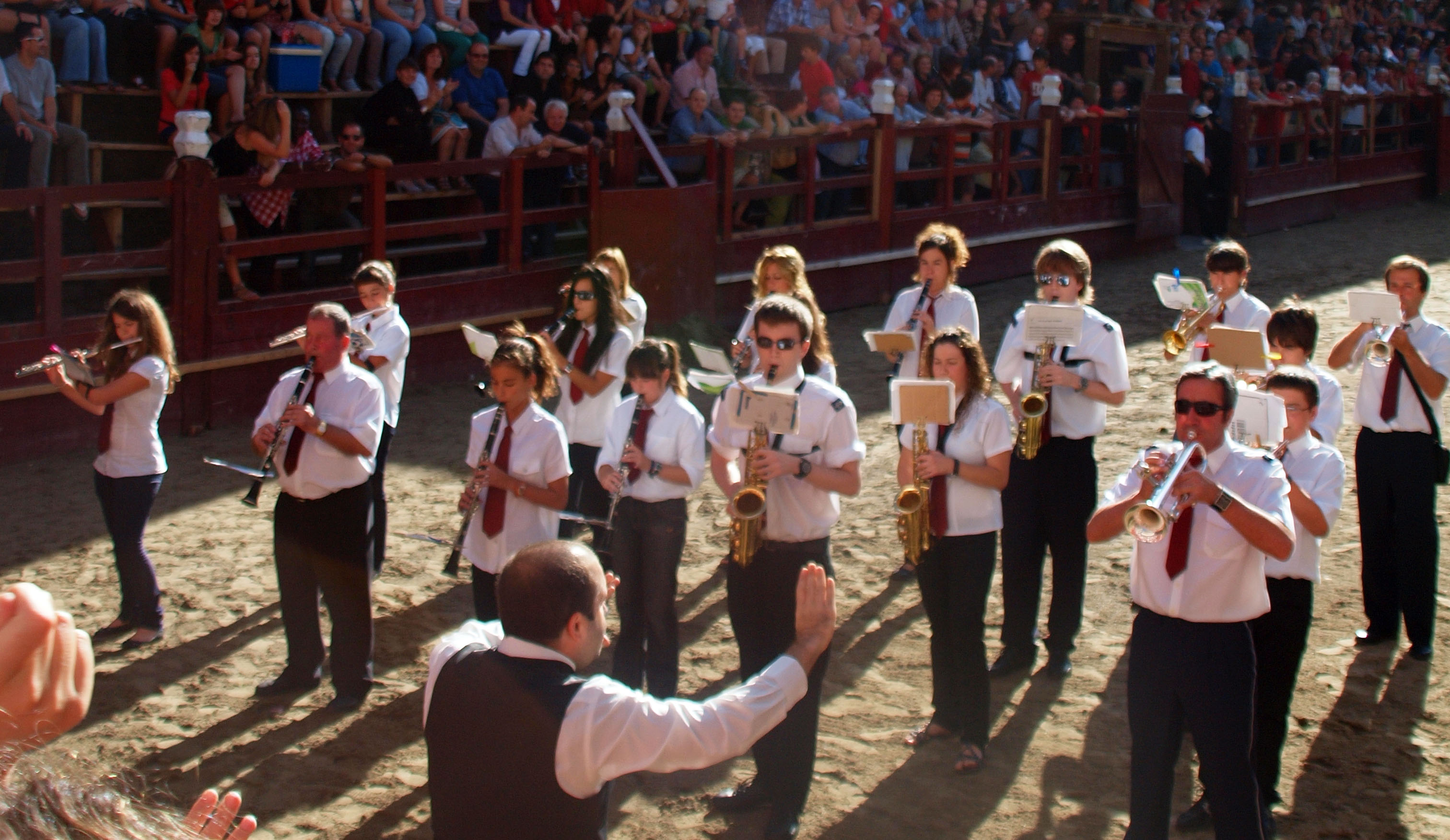
La Banda municipal interpreta el pasodoble Amparito Roca en las fiestas de Cestona 2010

Amparito Roca es el nombre de un pasodoble compuesto en 1925 por el músico y compositor catalán Jaume Texidor Dalmau (1884-1957).[cita requerida]
En septiembre de 1925, mientras residía en la localidad valenciana de Horno de Alcedo, el músico barcelonés Jaime Texidor Dalmau, que en aquel año era director de la Banda de Música Primitiva de Carlet (Valencia), estrena, al frente de la misma, el pasodoble Amparito Roca en el teatro El Siglo de la citada localidad valenciana.
El nombre lo recibió en honor a una joven alumna suya, Amparo Roca (1912-1993), a quien daba clases de piano y era muy amiga de su hija María Teresa. Actualmente una calle de Carlet recibe el nombre de este pasodoble.
Se trata de uno de los más conocidos pasodobles, tanto en España como en todo el mundo.
Como curiosidad, el ex ministro de Sanidad y Consumo de España, el investigador Bernat Soria, es sobrino de Amparito Roca Ibáñez.
En la ceremonia de apertura de los Juegos Olímpicos de Sídney en el año 2000 fue la pieza con la que la delegación española hizo acto de presencia.
Este pasodoble es el himno popular de las Fiestas de Santa Tecla, patrona de la ciudad de Tarragona, que se celebran cada año el día 23 de septiembre. En la noche del 21 al 22 de septiembre durante la celebración de la Baixada de l'Àliga es tocado, cantado y vitoreado por los tarraconenses durante varias horas sin parar.

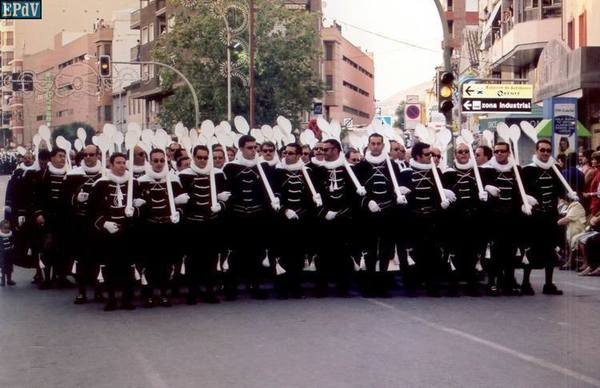
Bloque de estudiantes de Villena, desfilando al son del pasodoble.

Suena también como himno festivo entre gran respeto y después jolgorio en las fiestas de la Virgen de septiembre, La Natividad de Nuestra Señora, patrona de la localidad guipuzcoana de Cestona. La banda comienza su recorrido, frente al ayuntamiento, con Amparito Roca, escuchado con respeto y aplausos. Después la gente va entrando al coso taurino que montan en la plaza del pueblo para presenciar la lidia de dos novillos. Durante la corrida, si los diestros se lucen y el presidente lo permite, suena a cargo de la banda. Si la faena no es de categoría, el público del tendido de sol lo corea con gran alegría. Después de la lidia la banda recorre las calles principales al son de Amparito, que es coreado por la multitud.
En la localidad de Atienza (Provincia de Guadalajara) es la fiesta tradicional de sus Fiestas en honor al Santo Cristo de Atienza. Con él inician la marcha la comitiva formada por la Corporación Municipal y la Cofradía desde el edificio del Ayuntamiento hasta la iglesia de San Bartolomé para acudir al miserere y a la misa en honor al patrón. También es la pieza que se toca cuando la Corporación Municipal, precedida por las mulillas que luego se emplearán durante la corrida, va desde el edificio del Ayuntamiento a la plaza de toros.
Debido a su origen, es un pasodoble muy popular en las fiestas de Moros y Cristianos, siendo una pieza que no falta en cualquier localidad festera, así como en las Fallas de Valencia. En el caso de la numerosa comparsa de Estudiantes de Villena es prácticamente la única composición con la que desfilan, por lo que con los años se ha convertido en el himno de la comparsa, al no tener ésta uno oficial.
Son numerosas las bandas musicales que lo hacen sonar en sus pasacalles de recogidas de músicos. También es uno de los pasodobles más habituales en el repertorio de múltiples orquestas de verbena que amenizan las fiestas de los pueblos de toda España.